# Основа (журнал)
«Основа» — науково-літературний щомісячний журнал. Перший український суспільно-політичний і літературно-мистецький журнал у Російській імперії.
Енциклопедичний словник Брокгауза і Єфрона назвав журнал «найпомітнішим проявом українофільства» в XIX столітті на території Російської імперії.

## Загальна характеристика
Журнал виходив щомісячно від січня 1861 року до вересня 1862 року в Петербурзі. Частина матеріалів друкувалася російською мовою.
Видавці:
- Василь Білозерський (редактор),
- Пантелеймон Куліш,
- Микола Костомаров,
- Олександр Кістяківський (секретар),
- М. Щербак та інші.

Видавництво журналу відбувалось за фінансування костромського поміщика Миколи Катеніна (дядька Надії Білозерської), а участь в його створенні також брала Ганна Барвінок (справжнє ім'я — Олександра Білозерська-Куліш) — сестра В. Білозерського та дружина П. Куліша.
Розділ «Кобзар» у всіх двадцяти випусках 1861—1862 рр. «Основи» за редакцією Василя Білозерського вперше умістив 70 раніше не друкованих творів Тараса Шевченка (деякі скорочено, деякі з редакторським втручанням). Їх часом називають четвертим виданням «Кобзаря». В останньому випуску вперше було надруковано «малоросійську дію Назар Стодоля» (1862. № 10) з редакційними примітками й шістьма коментарями П. Куліша. Тексти друкувалися кулішівкою з наголосами у багатоскладових словах. Публікація здійснювалася за різними джерелами: автографами (зокрема, «Більшою книжкою» й «Малою книжкою», збіркою «Поезія Т. Шевченка. Том первий») і списками (наприклад, вірш «Чи ми ще зійдемося знову?», наведений за списком П. Куліша під назвою «Чи ви ще зійдетеся знову?».

## Мета діяльності
«Край, вивченню якого буде присвячена „Основа“, населений переважно південно-російським народом» — наголошувала Програма журналу. Редакція відразу заявила, що «відкриває свій журнал для творів на обох родинних мовах» підкресливши, що «у наш час питання — чи можливо і чи слід писати  українською, вирішене самою справою». Особливу увагу редакція «Основи» закликала звернути на "практичне значення народної мови у викладанні та проповіді.
У центрі уваги публіцистів «Основи» було завдання формулювання особливої української ідентичності, з увагою до питання про самостійність української мови, а також до історії і проблеми національного характеру. Таким чином, центральною темою було питання української мови, особливо її використання під час викладання.
М. Костомаров писав етнографу та славісту О. Котляревському: «Олександр Олександрович! Необхідно написати велику, вчену, філологічну роботу, де показати, що „южнорусское наречие“ є самобутньою мовою, а не неорганічною сумішшю російської мови з польською. Це необхідно, від цього залежить наша справа».

## Труднощі на етапі відкриття
Повернення Т. Г. Шевченка дало новий потужний стимул українському життю в Петербурзі. Невипадково влітку 1858 р. починає діяти українська Громада, яка ставила за мету видавничу та освітянську діяльність. За її дорученням у жовтні 1858 р. П. Куліш звертається до міністерства освіти з проханням про дозвіл на видання журналу «Хата» (повна назва: «Хата: южно-русский журнал словесности, истории и сельского хозяйства»). Хоч журнал мав бути не політичний, міністерство звернулося до Третього відділення і на підставі його відзиву відмовило Кулішеві.
Відмова була зумовлена його участю у Кирило-Мефодіївському товаристві десятирічної давнини. Як зауважив сам П. Куліш: «міністр відмовив, і відмовив, саме мені, не виступаючи, власне, проти ідеї журналу».
Коли роком пізніше заявку на видавництво журналу надав інший колишній член Кирило-Мефодіївського товариства родич П. Куліша В. Білозерський, жандармерія також заперечувала, але вже менш енергійно. Через деякий час дозвіл було надано. Можливо, що допомогли заходи «просвященных людей из петербургских русских», про яких згадував П. Куліш у листі до С. Аксакова. Перше оголошення про найближчій друк «Основи» було надруковано в червні 1860 р., а перший номер вийшов у січні 1861 р.

## Позиція журналу
«Основа» обстоювала право української нації на вільний і всебічний розвиток. У часописі друкувалися твори художньої літератури, праці з історії, бібліографії, документи, спогади, літературна критика і публіцистика, рецензії, подорожні нотатки тощо. «Основа», як перший український суспільно-політичний та науково-літературний журнал, мав великий вплив на культурно-літературний процес і сприяв зростанню національної свідомості та національно-визвольного руху в Україні.
Тут вперше опубліковано багато творів Тараса Шевченка (понад 70 поезій, у тому числі «Іван Гус», «Неофіти», п'єса «Назар Стодоля»), Леоніда Глібова, Степана Руданського, Пантелеймона Куліша, Олекси Стороженка, Якова Кухаренка, історичні праці Миколи Костомарова, Пантелеймона Куліша, Олександра Лазаревського, Тадея Рильського, Павла Житецького, Павла Якушкіна та інших.
Проблеми особистої української ідентичності найбільш повно були викладені в статтях М. Костомарова «Правда москвичам о Руси» та «Правда полякам о Руси», де він підкреслював окремішність українців у порівнянні з великоросами та з поляками, обмовляючись, що в політичному відношенні Малоросія чи Південна Русь (термін для України в російській історіографії) тісно пов'язана з Москвою, але за складом народного характеру ближче до Польщі. Єдність Русі М. Костомаров інтерпретував як єдність однакових за статусом самостійних елементів, підкреслюючи значення федеративного початку, яке було в основі удільної Русі.
Публіцистика «Основи», особливо статті М. Костомарова та П. Куліша відіграли вельми важливу роль у подальшому розвитку подій. Вона мала потужний пропагандистський ефект, на який власне і була розрахована. Статтю М. Костомарова «Две русские народности» Д. Дорошенко називав «Євангелієм українського націоналізму».
Красномовною є цитата невідомого українського автора, перлюстрована жандармами: "можна сказати з впевненістю, що більша частина молодого покоління захворіла українофільством; за що, звичайно ж, слід дякувати «Основі».
Це викликало очікуваний, але не бажаний побічний ефект. Друкована у Петербурзі «Основа» вельми уважно читалася російською громадою, яке поступово, багато в чому завдячуючи «Основі», почало усвідомлювати справжні цілі українофільського руху.

## Пантелеймон Куліш і «Основа»
Саме П. Куліш став найпалкішим пропагандистом доцільності домагатися дозволу видання українського часопису. 1857 р. П. Куліш просив на те грошей у Григорія Галагана, а згодом і у Василя Тарновського.
Куліш вів бібліографічний відділ, був головним критиком журналу, попри це писав публіцистичні статті. Один з видатних публіцистичних творів П. Куліша є «Листи з Хутора». 5 листів, що зображували філософію хуторянства. [джерело?]
Великою заслугою «Основи» (і особисто П. Куліша) було вдосконалення українського правопису, основні норми якого запанували в українській писемності (так звана «кулішівка»).

## Причини закриття
Існує кілька версій щодо закриття журналу. Згідно з однією із них, «Основа» була закрита через переслідування з боку влади. Зокрема, це було доведено впливовими українськими діаспорними істориками української літератури Іваном Огієнком, Юрієм Шевельовим, Дмитром Чижевським тощо[джерело?]. Прихильником цієї версії є Юрій Земський, який наголошує на тому, що в час закриття «Основи» значно підсилюється антиукраїнська істерія в суспільно-політичній сфері Російської імперії. У 1862 р. закриваються українські недільні школи, Павла Чубинського висилають у заслання на підставі лише «чуток» та «побоювань»; фактично, українофільство прирівняно до «польської сепаратиської інтриги». Економічні проблеми «Основи» прямо пов'язані із цим, оскільки передплачувати чи жертвувати на часопис стає складно в умовах, коли в поліцейських рапортах «Основу» звинувачували в збуренні непокою серед простолюду. Нападки на публікації «основ'ян» у проурядових виданнях формували імідж «антиурядовості», тож читати такі матеріали означало також наражатися на підозрілість з боку влади.
Згідно з іншою інтерпретацією, причиною закриття «Основи» були фінансові проблеми власників журналу, а погроз закриття журналу з боку російської влади не було. Наприклад, Михайло Драгоманов писав, що «Основа замовкла, слід зазначити, не від того, що її адміністрація задушила, а через безлад у редакції». Наклад за 1861 рік не був розпроданий до кінця. А з початку 1862-го «Основа» потерпала через серйозну фінансову скруту та нестачу передплатників.  Журнал був змушений постійно затримувати випуск чергових номерів і закрився до кінця року без яких-небудь екстраординарних репресій з боку властей, які могли б розглядатися як причина цього. Про падіння популярності «Основи» свідчать такі цифри: у 1861 році в Полтаві, оплоті українофільства на лівому березі Дніпра, на «Основу» підписалися 53 чоловіки, а в 1862 році — 24. Значною мірою проблеми часопису обумовлювалися редакційними суперечками між В. Білозерським та П. Кулішем, а також досить значними протиріччями як особистого, так і стратегічного (щодо спрямування публікацій «Основи») характеру поміж редакцією та авторами-дописувачами. «Основа», попри загальну її важливість для розвитку української національної справи, не могла задовольнити потреби всіх верств української спільноти: для панства вона була занадто радикальною, проте, з погляду молоді, як писав у квітні 1862 р. О. Кониський — «Україна пішла значно далі, ніж сягає панське око „Основи“». У таких обставин Василь Білозерський, редактор часопису, на якого сучасники тих подій покладали найбільшу провину за припинення діяльності «Основи», природно остерігався відповідальності. Окрім того, зіграло роль і переконання В. Білозерського в тому, що його часопис «зможе існувати лише тоді, коли об'єднає навколо себе всіх українців, зокрема українських поміщиків».

## Значення
У 1861—1862 рр. часопис «Основа» був головним осереддям гуртування українських національних сил у видавничій справі і своєрідним центром україністики. «Основа» охоплювала своїм змістом практично усі галузі життя українців: освітянську, культурницьку, суспільно-політичну, громадсько-організаційну і ідеологічну. Діяльність «Основи» сприяла змістовному наповненню поняття «Україна», яке було мало зрозумілим як для свідомості самих українців, так і сусідніх народів. А отже, «Основа» стала дієвою силою політичного відродження України та засобом «пробудження» політичної свідомості українців.